# Чудо-Юдо (мультфильм)
«Чудо-Юдо» — российский полнометражный анимационный фильм 2018 года.

## Сюжет
Дракоша начинает рассказ. В одной сказочной стране соседствуют два сказочных царства. И правят в них два Царя — Еремей и Амвросий. У Еремея есть трое сыновей, а у Амвросия — умная и любящая дочь Варвара.
Старшие сыновья царя Еремея к труду равнодушны. Младший же сын Иван, напротив — изобретатель, строитель и чудак. И случилось так, что построенный им собственноручно воздушный шар был куплен для соседской царевны Варвары, которая, вопреки стараниям отца выдать её замуж, стремится отправиться в воздушное путешествие и, несмотря на уговоры папы, улетает из дома на воздушном шаре куда глаза глядят.
Не справившись с управлением шаром, Варвара врезается в крону дуба рядом с тем местом, где царевич Иван добывал природный газ для своих конструкторских целей. Там они впервые знакомятся. Иван влюбляется в неё с первого взгляда, а Варвара, увлечённая лишь воздушным шаром, освобождает шар и улетает на нём домой.
Тем временем Бальтазар, придворный колдун царя Амвросия, разрабатывает хитрый и коварный план — жениться на царевне Варваре и занять престол, свергнув её отца с трона. Он делает Варваре предложение руки и сердца, и получив от неё насмешливый отказ, в ярости превращает её в маленького дракона — Чудо-Юдо. Единственный способ снять это злое заклятье — найти того, кто влюбится в царевну Варвару в обличии Чуда-Юда. Однако раскрывать тайну заклятья нельзя, иначе заколдованная царевна сразу обратится в пепел.
В этот же день в царстве Еремея пошли слухи, что на его землях появилось страшное чудище — дракон Чудо-Юдо. Отправил  Еремей всех своих сыновей на защиту родного царства. Однажды, пока старшие братья спали, младший Иван встретился один на один с Чудо-Юдом, однако на деле оказалось, что это чудище — маленький безобидный дракон, да ещё и беззащитный — Ивану его пришлось спасать от рассерженных бобров. Тем временем из соседнего царства пришла тревожная весть — пропала царевна Варвара.
Иван, влюблённый в Варвару, решает отправиться на поиски царевны вместе со своим новым другом Чудом-Юдом. Царевна Варвара, будучи в теле дракона, надеется на то, что Иван, влюбившийся в неё в человеческом обличии, почует родное сердце и полюбит её и в обличии Чуда-Юда, избавив её таким образом от злого заклятья.
Далее следует череда приключений Чуда-Юда и Ивана, в процессе которых Иван по-настоящему полюбил своего нового друга. После поцелуя Чудо-Юдо на глазах изумлённого Ивана превращается в царевну Варвару.

## Создатели
- Режиссёр и художник-постановщик Артём Лукичев
- Автор сценария Василий Ровенский
- Композитор Константин Шустарев

## Персонажи и роли
- Иван — младший сын царя Еремея, главный герой мультфильма. Молодой человек 18-ти лет, со светлыми волосами и голубыми глазами. Высокого роста и широкий в плечах. Лицо доброе и простодушное. Много читает, хорошо разбирается в технике и всегда что-то изобретает. Влюблён в царевну Варвару. Озвучен Антоном Макарским.
- Варвара — дочь царя Амвросия из соседнего государства, 16-ти летняя девушка волшебной красоты. С большой косой, худенькая и очень активная. Умная, любит заниматься исследованиями и изобретательством. С богатым внутренним миром. Самоуверенна и своенравна. Хочет, чтобы в ней видели личность и полюбили такой, какая она есть. Озвучена Ириной Медведевой и  Натальей Медведевой в облике дракона.
- Царь Еремей — отец Ивана, 62-х лет, пузатый, с бородой, ревностно охраняет своё государство. Озвучен Александром Пожаровым.
- Пётр и Алексей — братья Ивана, вторичные антагонисты мультфильма. Пётр — худой, высокий и с лошадиными зубами; Алексей — маленький кругленький толстяк, обожающий сладкое. Лентяи. Не любят младшего и всё время строят ему злые козни, главным выдумщиком которых становится Алексей. Озвучены Диомидом Виноградовым и Иваном Добронравовым соответственно.
- Царь Амвросий — отец Варвары. С добрым лицом, повадками мягкосердечного человека, плавно двигается и приглушённо говорит. Одет по европейской моде: напудренный парик, камзол, туфли с пряжками. Любит свою дочь и хочет поскорее выдать её замуж. Озвучен Диомидом Виноградовым.
- Бальтазар — советник царя Амвросия, главный антагонист мультфильма. Злой и завистливый чародей. Хочет завладеть царством и жениться на царевне Варваре. Своими колдовскими чарами превратил царевну в Чудо-Юдо. Озвучен Александром Наумовым.
- Дракоша — смешной зеленоглазый дракон-подросток. Имеет манеры ленивого вальяжного домашнего кота. На всё реагирует миролюбиво. Озвучен Дмитрием Бикбашевым.
- Писарь — худой и с козлиной бородкой, подобострастно исполняет все приказы царя Еремея. Подрабатывает палачом. Озвучен Даниилом Щеблановым.
- Воевода — старый служака. Служит у царя Еремея. Озвучен Фёдором Добронравовым.
- Сторожевой богатырь — охраняет границу царства Еремея.
- Продавец карты — торговец на ярмарке. Продаёт поддельные географические карты.
- Богатырь из цирка — очень атлетичен, высок ростом и могуч. Похож на американского рестлера. Самоуверен в своём превосходстве. Всегда побеждает.
- Распорядитель в цирке — шустрый комментатор в цирке.
- Скоморохи — ярмарочные артисты, ходячие на ходулях.
- Великан — живёт в пещере, любитель загадок огромного телосложения. Ловит случайных прохожих и съедает их. Дружит с Лесной ведьмой. ОзвученФёдором Добронравовым.
- Лесная ведьма — тысячелетняя сгорбленная старушка с крючковатым носом, любит играть в шахматы и шашки. Собирает сказочные экспонаты для своего музея. Обладает сильным свистом как у Соловья-Разбойника. Озвучена Людмилой Артемьевой.
- Морской царь — в зелёной чешуе, на голове корона, в руке трезубец, седая борода. Переживает из-за сломанной музыкальной шкатулки. Любит слушать музыку и смотреть на танцующих русалок. Гламурен. Озвучен Фёдором Добронравовым.
- Русалки — свита Морского царя. Развлекают Морского царя своими танцами.
- Бобры — охранники леса. Озвучены Артёмом Лукичевым.
- Ворона — птица невероятных размеров, обитающая в башне Бальтазара. Озвучена Ларисой Брохман.
- Охранники - озвучены Иваным Добронравовым и Даниилом Щеблановым.
- Американский рестлер - озвучен Даниилом Щеблановым.
- Комментатор - озвучен Даниилом Щеблановым.

## Музыка
В фильме прозвучали музыкальные произведения:
- «Косил Ясь конюшину» (ВИА «Песняры», музыка и слова народные).
- Тема из фильма «Эммануэль» (Emmanuelle), музыка Пьера Башле и Эрве Руа (Pierre Bachelet, Herve Roy) в аранжировке Константина Шустарёва.
- Ария Ленского (опера «Евгений Онегин»).
- «О боже, какой мужчина» (Натали).

## Создание
Фильм создан при государственной финансовой поддержке «Фонда Кино» ООО «Кинофирма» и кинокомпанией «СТВ» при участии китайской анимационной студии Ori Animation. На производство фильма потрачено примерно 2,5 года — с июня 2015 года по декабрь 2017. Было разработано 32 персонажа, около 650 объектов и 35 локаций. Для Артёма Лукичёва этот мультфильм является первым полнометражным проектом в его карьере.

## Показ
Премьерный показ состоялся 23 декабря 2017 года, в широкий прокат в России фильм вышел 1 января 2018 года.
Выйдя в новогодний уик-энд фильм собрал 44 млн рублей, найдя свою аудиторию, при этом отмечено, что фильм-дебютант хоть и уступил с огромным разрывом лидеру, собравшему 670 млн. рублей, но лидер — мультфильм из давно завоевавшей репутацию серии Три богатыря:

Похоже, изобилие картин для семейного просмотра сыграло с мультфильмом «Чудо-Юдо» злую шутку — на него в российских кинотеатрах просто не хватило зрителей.— Александр Нечаев, Российская газета, 9 января 2018 года
Всего за время проката фильм собрал 54 млн рублей.

## Критика
Кинокритик Борис Иванов отметив такие недостатки фильма как недостаточную отточенность анимации, слабое развитие авторами заложенного в сценарии романтико-комедийного сюжета, и, несмотря на обилие шуток, недостаток именно юмора понятного детям, сделал оговорку, что для дебютной работы эти недостатки простительны, и положительно оценил фильм:

Красочная комическая сказка с множеством постмодернистских шуток и нарочитым смешением эпох. В её мире Баба-яга сосуществует с радиоприемником, а говорящий дракон – с воздушным шаром и мотоциклом. Это бойкая и занятная картина, которая использует традиционные сказочные идеи и дополняет их неожиданными сюжетными и визуальными находками.— Борис Иванов, Фильм.ру

Эта осовремененная сказка остаётся по-детски наивной в своей предсказуемости, твистов ждать не приходится. Но мы ведь знаем, что заранее известный финал не всегда омрачает само путешествие. «Чудо-юдо» иногда грешит поспешностью и порой несколько скомкан, но в мультфильме есть забавные и запоминающиеся моменты. — Елена Громова, Киноафиша.info

## Призы и участие в фестивалях
- Приз за «Лучший анимационный полнометражный фильм» на XXVI Международном детском кинофестивале «Алые паруса Артека»,[3]
- Участие в конкурсной программе XXII Всероссийского фестиваля визуальных искусств в ВДЦ «Орлёнок» (2018).[4]